# صخره‌های آزادی
صخره‌های آزادی (به انگلیسی: Cliffs of Freedom) فیلمی محصول سال ۲۰۱۹ و به کارگردانی ون لینگ است. در این فیلم بازیگرانی همچون تانیا ریموند، جان اودین، رضا جفری، پتی لوپن، کریستوفر پلامر، بیلی زین، لانس هنریکسن، کستاس مندیلر، کوین کوریگان، راکل کسیدی، کارلو روتا، روث گمل، ایوان کی و دنیس بوتسکاریس ایفای نقش کرده‌اند.